# Carl Hermann Lamprecht
Carl Hermann Lamprecht (* 20. September 1840 in Schmiedeberg im Riesengebirge, Niederschlesien; † 16. September 1881 in Siegen) war Bürgermeister der Stadt Siegen von 1876 bis 1881.
Lamprecht war Expedient und Polizei-Anwalt im Landkreis Sprottau. 1870 wurde er zum Bürgermeister von Jessen im Landkreis Schweinitz auf 12 Jahre gewählt und bestätigt. Bereits 1874 wurde er zum Polizei-Anwalt in Lüben (Lubin) für den Stadtbezirk und zum stellvertretenden Polizei-Anwalt im Landkreis Lüben ernannt. Bereits 1875 gab er das Amt in Lüben aufgrund seiner Wahl zum Bürgermeister in Siegen wieder auf. Er amtierte als hauptberuflicher Bürgermeister bis zu seinem Tod 1881. 